# Papierblume

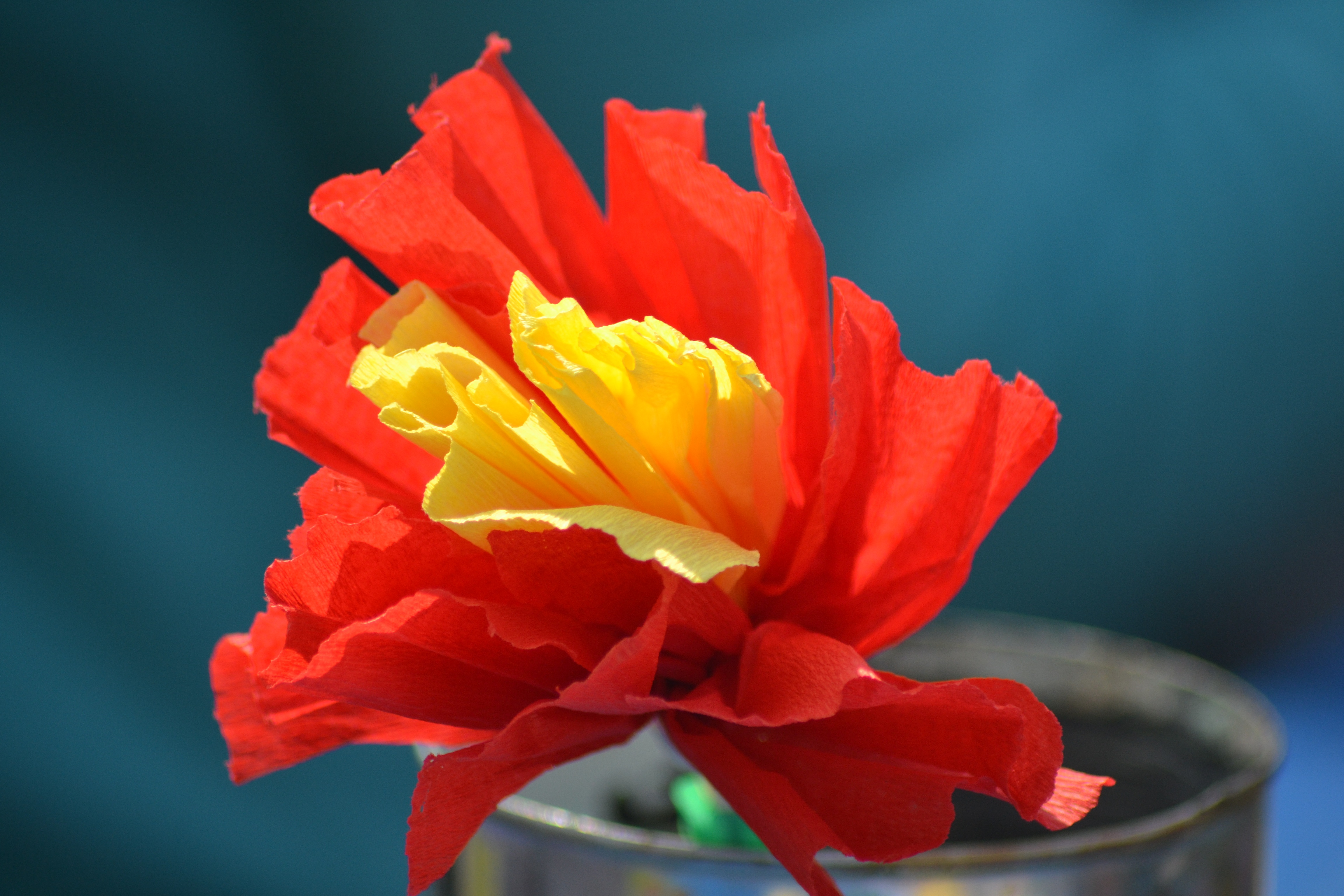
Zweifarbige Papierblume

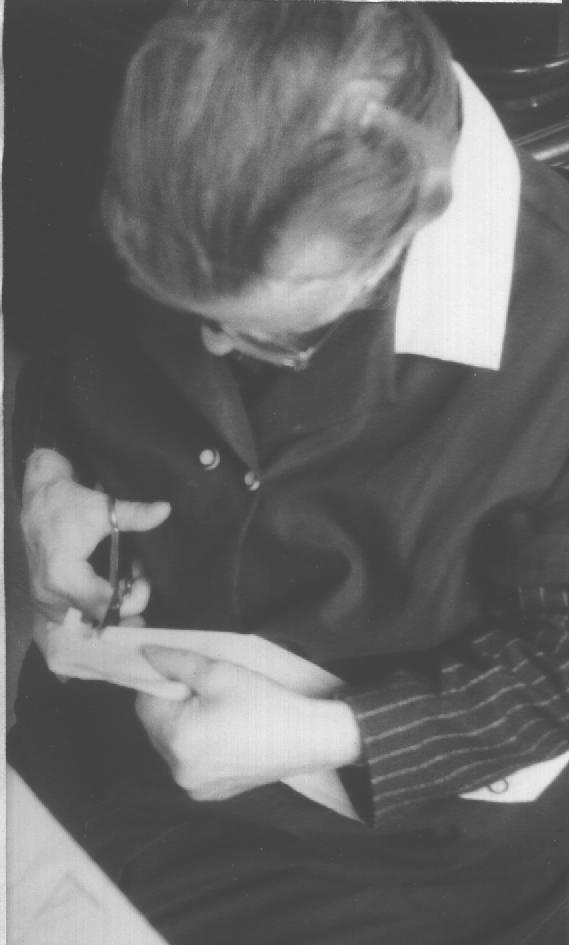
Papierblumenherstellung

Papierblumen werden zu vielen Festen und in allen Farben hergestellt. Kränze und Maien werden mit mehrfarbigen Papierblumen besteckt, je nach Anlass auch nur weiß-, gold- oder gar schwarzfarbig.

## Anlässe
Zu feierlichen Anlässen wurden häufig aus Tannengrün gewundene Girlanden und Maibäume (Birken) mit Papierblumen geschmückt: So wurde zum Beispiel bei der Erstkommunion die Haustür bekränzt, beim Bischofsbesuch war am Ortseingang ein Triumphbogen aufgestellt, bei einer Goldenen Hochzeit standen am Weg zur Kirche mit Goldblumen gezierte kleine Maien. Auch Karnevals- und sogar Leichenwagen können mit (schwarzen) Papierblumen geschmückt werden.

## Herstellung
Papierblumen aus in Streifen geschnittenem und an einem Ende zusammengebundenem Krepppapier sind ein weitverbreitetes Dekor-Element. Die großen und kleinen Blumen werden in verschiedenen Farben in stundenlanger Arbeit von Frauen und älteren Kindern gebunden und geöffnet.

## Sonstiges
Der größte Feind von Papierblumen ist der Regen: Die in mühevoller Arbeit gebundenen Blumen verlieren schnell ihre Farbe und hängen schlaff herab. Deswegen und wegen des großen Arbeitsaufwands sind Papierblumen seit den letzten Jahrzehnten des 20. Jahrhunderts aus der Mode gekommen und werden mehr und mehr durch (Kunst-)Stoffbänder etc. ersetzt.